# Hur rörs, o Gud, mitt unga sinne
Hur rörs, o Gud, mitt unga sinne är en psalm med text skriven av Gudmund Jöran Adlerbeth.

## Publicerad i
- 1819 års psalmbok som nr 355 under rubriken "Ungdom och ålderdom".[1]